# Arzberg
Arzberg (pronunciación en alemán: /ˈaʁt͡sˌbɛʁk/ⓘ) es un municipio situado en el distrito de Sajonia Septentrional, en el estado federado de Sajonia (Alemania). Tiene una población estimada, a fines de 2024, de 1815 habitantes.